# Гіта Балі
Гарікіртан Каур, відома як Ґіта Балі — індійська акторка.

## Біографія
Народилася в Амрітсарі, провінція Пенджаб, Британська Індія. У неї була старша сестра Харідаршан, дочка якої — акторка Йогіта Балі.
Кінокар'єру почала ще дитиною, у 12 років знявшись у фільмі «Швець». Дебютувала як героїня у фільмі «Баднаамі» (1946).
Стала зіркою в 1950-х роках. Раніше працювала зі своїм майбутнім зятем Раджем Капуром у фільмі «Бавре Нейн» (1950) і зі своїм майбутнім тестем Прітвіраєм Капуром у фільмі «Ананд Матх». На відміну від інших акторок, які полишили кіно після одруження, Балі продовжувала зніматися до самої смерті. Її останнім фільмом був Jab Se Tumhe Dekha Hai в 1963 році. За свою десятирічну кар'єру вона знялася в понад 70 фільмах.
Балі допомогла Суріндеру Капуру стати кінопродюсером.
23 серпня 1955 року вона одружилася з Шаммі Капуром, з яким працювала у фільмі «Кав'ярня». У них було двоє дітей, син Адітя Радж Капур і дочка Канчан.
Померла 21 січня 1965 року у Мумбаї від віспи.